# Brunsidig cettia
Brunsidig cettia (Horornis fortipes) är en asiatisk fågel i familjen cettisångare inom ordningen tättingar.

## Fältkännetecken

### Utseende

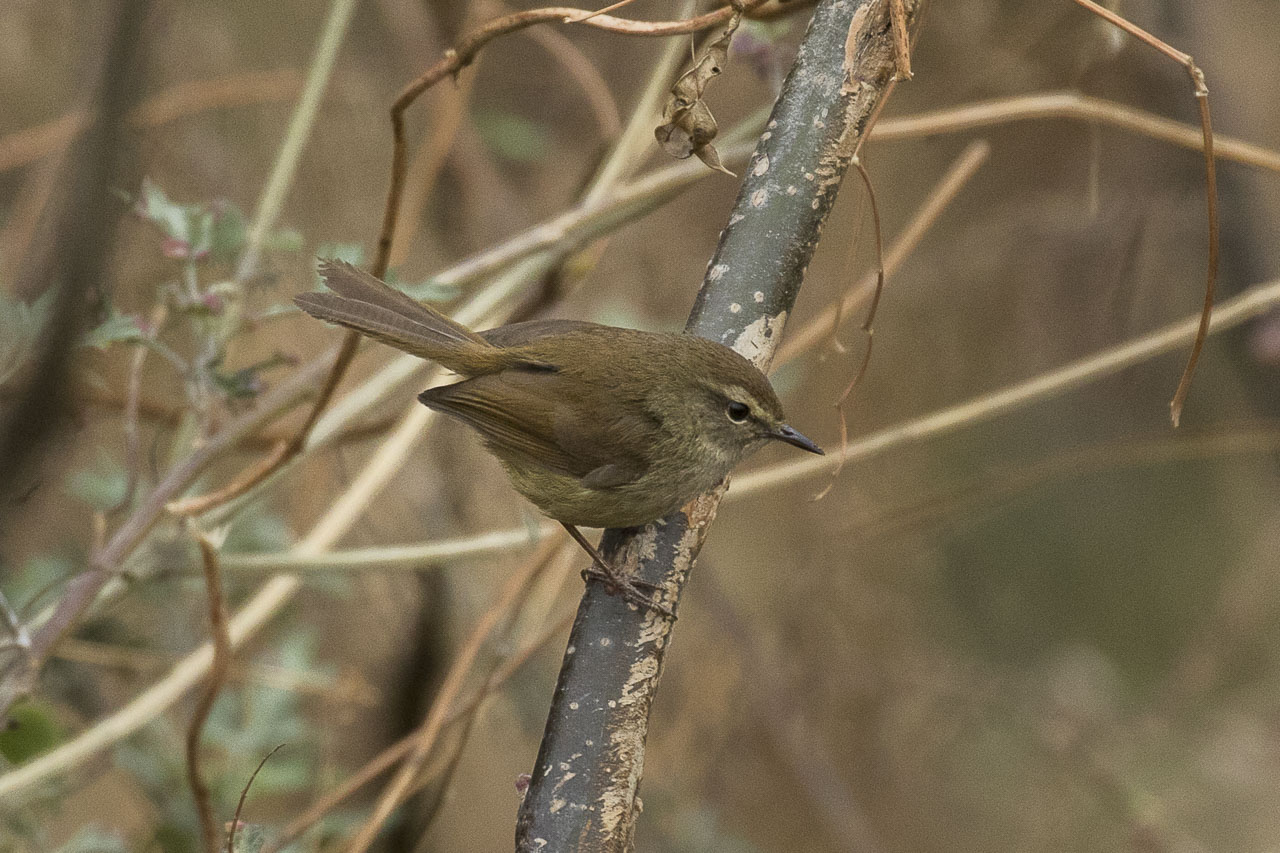
Brunsidig cettia i Arunachal Pradesh, Indien.

Brunsidig cettia är en medelstor (11-12,5 cm), rätt enhetligt sotbrun cettisångare med inte så mycket kontrast mellan ovan och undersida. Huvudteckningen är otydlig med blekt gråbrun eller beige ögonbrynsstreck, tydligast mellan näbb och öga och mycket svagt bakom. Även det brunsvarta ögonstrecket är otydligt och sträcker sig varken till näbben eller knappt bakom ögat.

### Läten
Sången är ett högljutt visslande "weeee" som följs av en explosiv "wichyou". Bland lätena hörs hårda "chuk" eller "tchuk tchuk", på Taiwan "trrk trrk".

## Utbredning och systematik
Brunsidig cettia delas in i fyra underarter med följande utbredning:
- fortipes-gruppen
  - Horornis fortipes pallidus – förekommer i nordvästra Himalaya, från norra Pakistan (Swat-, Hazara- och Murreebergen) och Kashmir till västra Nepal

NW Himalayas from N Pakistan (Swat, Hazara and Murree Hills) and Vale of Kashmir E to W Nepal; non-breeding at lower altitudes.
- - Horornis fortipes fortipes – förekommer i Himalaya från östra Nepal till Bhutan, sydöstra Tibet, nordöstra Indien och Myanmar
  - Horornis fortipes davidianus – förekommer i bergstrakter från södra Kina till norra Laos och norra Vietnam
- Horornis fortipes robustipes – förekommer i bergstrakter på Taiwan

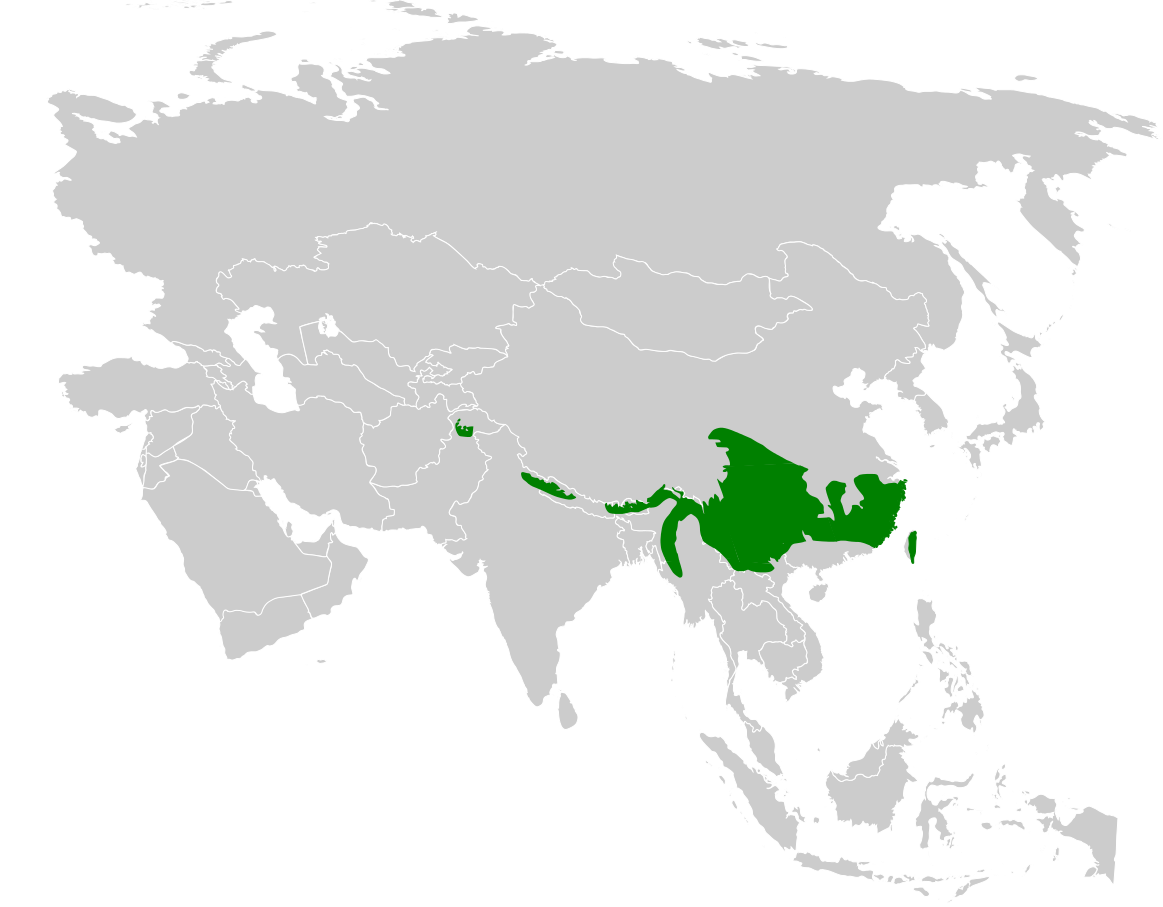
Artens utbredningsområde.

### Släktestillhörighet
Arten placerades tidigare i Cettia, men har liksom flera andra östasiatiska arter i släktet visat sig stå närmare bland andra Tickellia och Phyllergates och urskiljs därför numera i det egna släktet Horornis.

## Levnadssätt
Brunsidig cettia påträffas i tät undervegetation, öppningar med högt gräs och gräsiga skogsbryn i bergsskogar på mellan 1200 och 1800 meters höjd. Den ses också i snåriga sluttningar och kanter av jordbruksmarker. Den är skygg och mycket svår att få syn på. Födan är inte känd i detalj, men omfattar små ryggradslösa djur, larver och ägg. Fågeln häckar mellan maj och augusti med flygga ungar sedda från början juni. Den lägger möjligen två kullar. Arten är en höjdledsflyttare som söker sig till lägre liggande områden mellan slutet av oktober och april.

## Status och hot
Arten har ett stort utbredningsområde och en stor population, men tros minska i antal, dock inte tillräckligt kraftigt för att den ska betraktas som hotad. Internationella naturvårdsunionen IUCN kategoriserar därför arten som livskraftig (LC).